# Tommy O'Haver
Tommy O'Haver (né le 24 octobre 1968  à Indianapolis, dans l'Indiana, aux États-Unis) est un réalisateur, scénariste et acteur américain.

## Filmographie

### Comme réalisateur
- 1994 : Catalina
- 1997 : Happy Hour
- 1998 : Billy's Hollywood Screen Kiss
- 2001 : Get Over It
- 2004 : Ella au pays enchanté (Ella Enchanted)
- 2007 : An American Crime
- 2017 : La Femme la plus détestée d'Amérique (The Most Hated Woman in America)

### Comme scénariste
- 1998 : Billy's Hollywood Screen Kiss
- 2007 : An American Crime

### Comme acteur
- 2001 : Get Over It : Love Matters Director
- 2004 : Ella au pays enchanté (Ella Enchanted) : Squirrel-on-a-Stick Vendor
- 2006 : Fierce Friend : Cabbie